# Черкасов, Дмитрий (писатель)
Дми́трий Черка́сов (настоящее имя — Дмитрий Сергеевич Окунев, 1965—2003) — российский писатель, публицист, переводчик и драматург, специалист в области аналогового моделирования и науковедения. Другой псевдоним — Дми́трий Серебряко́в. Имеются утверждения, что настоящее имя автор не раскрывал (в соответствии с конституционной нормой тайны частной жизни), а также никогда не предоставлял своих фотографий и не давал интервью телекомпаниям.

## Биография
Родился 4 ноября 1965 года в Ленинграде. Окончил филологический факультет Ленинградского государственного университета. Владел английским, французским, испанским, португальским, японским и рядом других языков. Служил в частях особого назначения. Автор множества книг различной направленности: от комментариев к Уголовно-процессуальному кодексу и переводов японской самурайской лирики до романов-боевиков и сатиры. Активно занимался журналистской деятельностью: сотрудничал с газетой «Новый Петербургъ», журналом «Вне закона» и Интернет-агентством федеральных расследований «FreeLance Buereau». Статьи Черкасова регулярно печатались в российской и зарубежной прессе. Писательской деятельностью Черкасов занялся в 1997 году.
Написал ряд произведений о военных приключениях российского биолога Владислава Рокотова. В двух из них — «Последний солдат Президента» и «Белорусский набат» главный герой действует в Белоруссии в обстановке политических интриг оппозиции. Белорусские и российские оппозиционеры, демократы и правозащитники выведены в романах Черкасова как свора беспринципных подлецов и мошенников, полностью продавшихся Западу и являющихся в основном наркоманами, гомосексуалистами и алкоголиками. Книги имели в Белоруссии большой резонанс. В других произведениях Рокотов ведёт партизанскую войну против американских оккупантов в Косово. Совокупный тираж серии с переизданиями около 1,5 миллионов экземпляров.
Трилогия «Приключения весёлых мусоров» написана в юмористическом стиле и посвящена работе одного из РУВД Санкт-Петербурга, где сотрудники правоохранительных органов выведены алкоголиками, взяточниками, глупцами и бездельниками.
В 2003 году дал своё последнее интервью для журнала «Интербизнес».
Похоронен на Серафимовском кладбище Санкт-Петербурга .

### Как Дмитрий Серебряков
- «Особенности национального следствия 1» — Комментарии к УПК
- «Особенности национального следствия 2» — Комментарии к УПК
- «Особенности национального суда 1»
- «Особенности национального суда 2» (книга не вышла)
- «Особенности национального закона» (книга не вышла)

### Как Дмитрий Черкасов
- «Ночь над Сербией»
- «Балканский тигр»
- «Косово поле. Балканы»
- «Косово поле. Россия»
- «Последний солдат Президента»
- «Белорусский набат»
- «Крестом и булатом. Вторжение»
- «Крестом и булатом. Атака»
- «Воины аллаха. Удар скорпиона» (Не окончено)
- «Танцы теней»
- «Рокировка»
- «Точка росы»
- «Пятая стража»
- «Головастик: свой среди своих»
- «Шансон для братвы»
- «Канкан для братвы»
- «Один день Аркадия Давидовича» («Один день Аркадия Давидовича» и главы из романа «Демократы и капуста»)
- «Реглан для братвы»
- «Вигвам для братвы» — вышла в 2007 году, на самом деле «Реглан для братвы»
- «На Бейкер-стрит хорошая погода, или Приключения веселых мусоров» — в соавторстве с Андреем Воробьевым
- «Обреченные эволюцией, или Новые приключения веселых мусоров» — в соавторстве с Андреем Воробьевым
- «Как уморительны в России мусора, или Fucking хорошоу!» — переделанная версия первых двух книг про веселых мусоров
- «Демократы и капуста» (не окончена)

### Неизвестные авторы под псевдонимом Дмитрий Черкасов (TM)
- «Багдадский хлопец»
- «У края России»
- «Братва особого назначения» («Демьян и три рэкетера»)
- «Демьян и три рэкетера 9 ½ месяца спустя»
- «Витек Дображелон»
- «Витек Дображелон и золото Султана»
- «Чего не могут олигархи или новые приключения Витька»
- «Последний поход Демьяна или Вперед в Америку!»
- «Операция „Вурдалак“»
- «Операция „Зомби“»
- «Операция „Наследник“»
- «Самец, или Приключения веселых „мойдодыров“»
- «Сиреневый туман, любовь и много денег»
- «Вперед на Америку»
- «Пытка надеждой»
- «Аналитик: Презумпция смерти»
- «Аналитик: Анализ уязвимости»
- «Аналитик: Судная неделя»
- «Конец операции "Вурдалак" (Исход операции "Вурдалак")»
- «Хранители Веры: Рукотворный лик»
- «Хранители Веры: Демоны»
- «Хранители Веры: Клещ»
- «Хранители Веры: Благословенная тьма»
- «Подводный Спецназ: Обратный отсчет»
- «Подводный Спецназ: Потоп»
- «Подводный Спецназ: Пражский десант Посейдона»
- «Подводный Спецназ: Воины Глубин»
- «Подводный Спецназ: Смерть Экспрессом»
- «Подводный Спецназ: “Сирены” Атакуют»
- «Лига Выдающихся Убийц: Ли Харви Освальд, Я убил президента»
- «Лига Выдающихся Убийц: Записки Джека-Потрошителя»

### Экранизации
- 2005 — «Братва» (12 серий, режиссёр Сергей Винокуров) — по мотивам романов «Шансон для братвы», «Канкан для братвы», «Реглан для братвы» и «Один день Аркадия Давидовича»[5].
- 2005 — «Тайная стража» (12 серий, режиссёр Юрий Музыка) — по мотивам романов «Танцы теней», «Рокировка», «Точка росы» и «Пятая стража»[6]
- 2009 — «Тайная стража. Смертельные игры» (12 серий, режиссёр Александр Строев) — с использованием персонажей[7]